# Großer Solstein
De Große Solstein is een 2541 meter hoge bergtop aan het westelijke uiteinde van de Inndalketen in het Karwendelgebergte in de Oostenrijkse deelstaat Tirol.
De berg ligt dicht bij Zirl en is vanuit Hochzirl (994 meter, met halte aan de Mittenwaldspoorlijn) via het Solsteinhaus (1806 meter) over een makkelijke route bereikbaar. Deze route vereist wel enige conditie. Een tocht van de top van de Große Solstein naar de (hogere) Kleine Solstein vraagt stabiliteit van de klimmer, die tevens geen last moet hebben van hoogtevrees.